# Norðurþing
Norðurþing es un municipio de Islandia. Se encuentra en la zona noroccidental de la región de Norðurland Eystra y en el condado de Norður-Þingeyjarsýsla. Lo atraviesa el río Jökulsá á Fjöllum.

## Población y territorio
Tiene un área de 3.729 kilómetros cuadrados. Su población es de 2.905 habitantes, según el censo de 2011, para una densidad de 0,77 habitantes por kilómetro cuadrado. La mayor población es Húsavík, con cerca de 2.200 habitantes. 
Otros poblados son Kópasker y Raufarhöfn. En su territorio se encuentra Grímsstaðir, donde se registró el récord de la temperatura más bajas registradas de la isla el 8 de diciembre de 2013, cuando el termómetro registró -24,2 °C.

## Naturaleza
Buena parte del recorrido del río Jökulsá á Fjöllum, el segundo más largo de Islandia, se encuentra en Norðurþing. Este desemboca en la bahía de Öxarfjörður, al norte del municipio. 
Al noroccidente, Norðurþing tiene a su vez salida al mar en la bahía de Skjálfandi, donde se encuentra Húsavík. En el Parque nacional Jökulsárgljúfur, el Jökulsá á Fjöllum forma la cascada Dettifoss.

## Ciudades hermanas
Norðurþing está hermanada con:
- Aalborg, Dinamarca[2]